# Неразделённая любовь

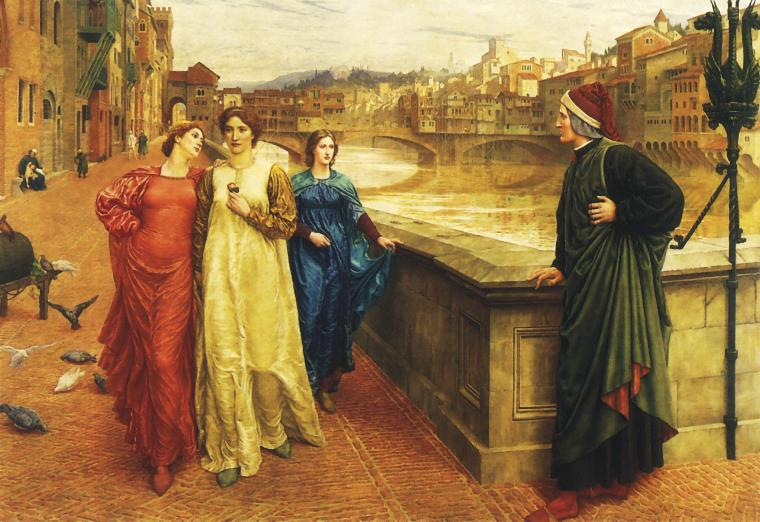
Г. Холидэй. «Встреча Данте и Беатриче на мосту Санта-Тринита». 1883. Галерея Уокера, Ливерпуль.

Неразделённая (безотве́тная) любо́вь — обстоятельства, при которых один человек (субъект) испытывает романтические чувства по отношению к другому человеку (объекту), который не отвечает тем же самым. Тема неразделённой любви часто используется в произведениях искусства — поэзии, музыки, литературы.

## Описание
По мнению исследователей, неразделённая любовь встречается довольно часто; например, почти каждый житель США был субъектом или объектом неразделённой любви к моменту окончания школы.
Причины неразделённой любви могут быть различными. Частой причиной является то, что объект любви оценивает себя выше, чем субъекта любви, по какому-либо параметру — например, по внешней привлекательности, интеллекту или положению в обществе. Неразделённая любовь также может развиться из платонической любви, а именно из-за неверной оценки субъектом любви своей половой ценности для объекта любви, или в процессе развития отношений, из-за того, что объект любви потеряет интерес к субъекту по какой-либо причине.
При неразделённой любви субъект обычно характеризует объекта как действующего непоследовательно, в то время как объект часто не понимает, почему субъект продолжает добиваться его, несмотря на отказ.
В массовой культуре объект неразделённой любви часто изображают как невнимательного и холодного человека, однако обычно он беспокоится о том, что он вводит субъект в заблуждение, и даже испытывает по этому поводу вину. Объект неразделённой любви часто пытается не ранить чувства субъекта и в результате иногда отказывает завуалированно, в результате чего субъект может продолжать испытывать надежду на построение отношений.
Субъект любви часто не признаёт отказ объекта, неправильно интерпретируя его поступки, и продолжает добиваться объекта, в том числе на протяжении долгого времени после того, как объекту это начинает казаться неуместным. После принятия отказа субъект неразделённой любви обычно испытывает падение самооценки.
Субъекты неразделённой любви часто описывают свои чувства как своеобразные американские горки — много как эйфорических, так и мучительных моментов. В то же самое время объекты такой любви обычно описывают свои чувства как преимущественно негативные, хотя они могут испытывать небольшой рост самооценки.
При этом безответная любовь может приводить к депрессии и даже к самоубийству.